# Reservation Peak
Der Reservation Peak ist ein Berggipfel im südöstlichen Teil des Yellowstone-Nationalparks im US-Bundesstaat Wyoming. Sein Gipfel hat eine Höhe von 3241 m. Er befindet sich einige Kilometer nördlich des höchsten Berges im Park, dem Eagle Peak, und ist Teil der Absaroka-Bergkette in den Rocky Mountains. Er bildet die Grenze des Yellowstone-Nationalparks zum Shoshone National Forest und liegt wenige Kilometer südlich des US Highway 14/16/20.

## Belege
1. ↑  Reservation Peak - Peakbagger.com. Abgerufen am 15. Dezember 2020.